# Remetschwil
Remetschwil is een gemeente en plaats in het Zwitserse kanton Aargau en maakt deel uit van het district Baden.
Remetschwil telt 2.046 inwoners.